# Plein
Plein település Németországban, Rajna-vidék-Pfalz tartományban. Lakosainak száma 619 fő (2023. december 31.).

## Népesség
A település népességének változása:
| Lakosok száma | 518  | 617  | 621  | 632  | 635  | 619  |
|               | 1975 | 2017 | 2019 | 2021 | 2022 | 2023 |